# Rincalzatrice ferroviaria
La rincalzatrice ferroviaria è una macchina per la manutenzione ordinaria e sistematica dell'armamento delle linee ferroviarie.
La sua funzione è di effettuare la rincalzatura del binario, cioè portarlo al livello richiesto dalle specifiche di costruzione. L'operazione è simile a quella che comunemente viene fatta con i cuscini in piume d'oca o di lana quando desideriamo dargli una nuova forma, prima di addormentarci.

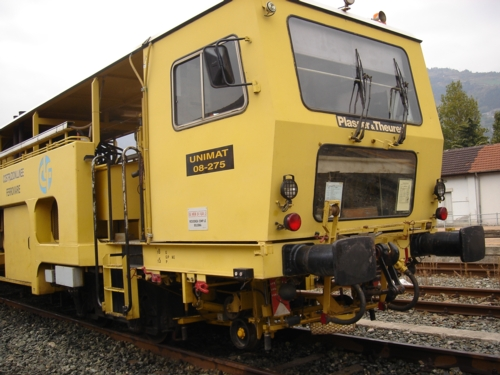
Plasser 08 da scambi

Effettua il suo lavoro per mezzo di martelli o batte che, inserite ad intervalli specifici all'interno della massicciata in pietrisco a ridosso della rotaia che viene sollevata, vibrano e si muovono in modo da rincalzare il pietrisco e sollevarlo all'altezza desiderata.
Con questo procedimento si eliminano le zolle o le cavità che naturalmente rimangono nel pietrisco della massicciata, e si rende il binario lineare, quindi più sicuro e confortevole per il passaggio dei treni.

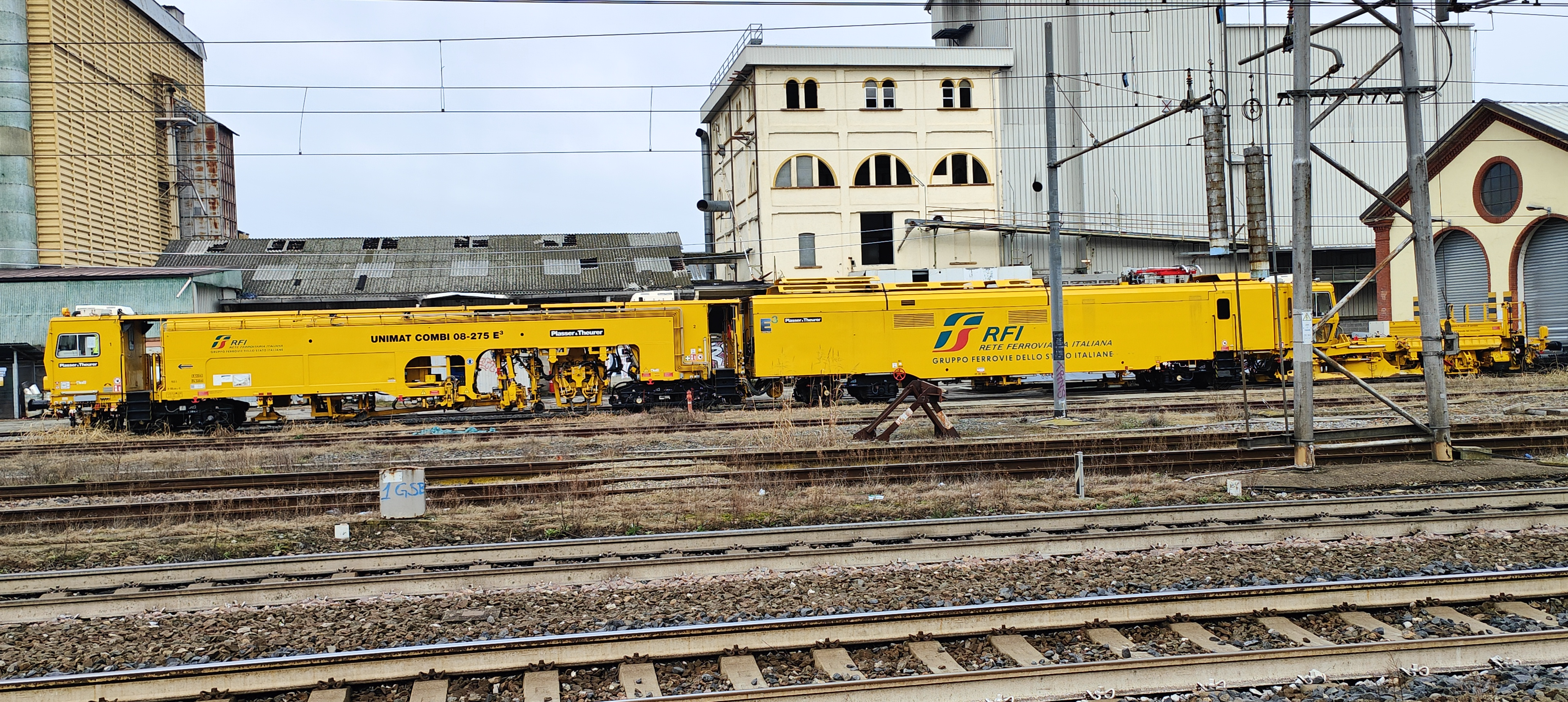
Macchina rettificatrice e profilatrice per manutenzione armamento (munita di pantografo) Unimat Combi 08-275E³ Plasser & Theurer. Grazie alla piattaforma inerziale esegue il rilievo senza contatto e verifica della geometria di binario. Rfi ne possiede 13 esemplari

Esistono vari modelli di rincalzatrice, a seconda della casa di fabbrica e della modalità di lavoro: Rincalzatrici da scambi, da linea a 2 e 3 traverse rincalzate alla volta. Ognuna di queste ha specifiche modalità operative che la rendono adatta a diverse configurazioni di linea.
Spesso queste macchine operano in concomitanza con altri veicoli di servizio, in modo quasi totalmente automatizzato, e sono in grado di rettificare anche diverse centinaia di metri all'ora. Le rincalzatrici possono essere inserite come moduli operativi in un Treno rinnovatore (uno speciale convoglio che rimuove le vecchie rotaie e le sostituisce con nuove).

## Calcoli e misure
Il lavoro base della rincalzatrice sta nel portare il binario a misure quantificate e richieste dalle conformità di costruzione basandosi su calcoli e misure svolte dagli operatori o dalla macchina stessa. Le misure effettuate durante la lavorazione in linea retta sono di due tipi: della linea e del livello
Per le misure di linea e livello in una curva si adottano accorgimenti differenti.
Ulteriori misure convenzionali vengono svolte in concomitanza alle stazioni: il marciapiede della stazione per norma deve distare 80 cm dal binario (misura standard che può variare dell'ordine di pochi centimetri a seconda delle esigenze) e l'altezza dal piano del ferro a quella del marciapiede deve essere 55 cm. 
La lavorazione nelle stazioni è molto scrupolosa per via del fattore sicurezza e per diminuire il rischio dei passeggeri che devono salire o scendere da una carrozza. Se ipoteticamente tali misure venissero effettuate in maniera imprecisa, si avrebbe come risultato un gradino di una carrozza troppo distante o troppo ravvicinato al marciapiede, creando quindi pericolo per chi ne fa utilizzo e per lo stesso transito del treno.

## Modelli

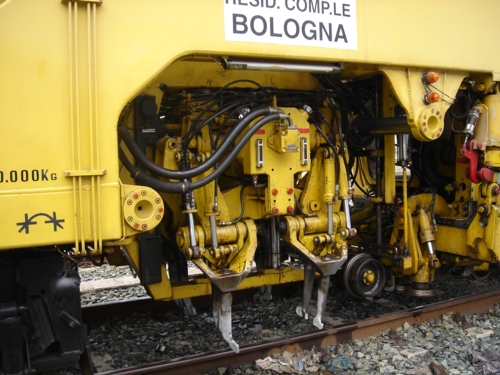
Aggregati e pinze idrauliche della rincalzatrice

Le maggiori aziende produttori di macchine operatrici, tra le quali le Rincalzatrici, sono La Matisa e la Plasser.
I modelli più diffusi sono:
- B66 Matisa
- B40 Matisa
- B41-B66 Matisa (scambi)
- B45-B50 (Linea x2 trasverse)

### Senza satellite
- 08-32 Plasser (Linea x2 traverse)
- 08-275 Plasser (Scambi)
- 08-475/4S Plasser (Scambi)

### Con Satellite
- 09-32/4S Plasser (Scambi)
- 09-32 Plasser (Linea x2 traverse)
- 09-3X Plasser (Linea x3 traverse)
- 09-4X Plasser (Linea x4 traverse)

In Italia esiste anche la SO.RE.MA. le cui macchine, a differenza delle svizzere (MATISA) e austriache (PLASSER & THEURER), hanno un sistema di vibrazione delle batte diverso dalle altre due (brevettato).